# Туинс
Туинс са словашка поп група. Представя Словакия в конкурса Евровизия през 2011 година.
Групата се състои от близначките Даниела и Вероника Низлова. Те са родени в малкото словашкото село Хронски Бенадик на 15 май 1986 г.

## Биография
Даниела и Вероника са еднояйчни близначки. Те са танцьорки за изпълнението на Чехия в Евровизия 2008.
Туинс представят Словакия с тяхната песен "I'm Still Alive' в Евровизия 2011. Песента е написана и продуцирана от Брайън Тод. Не успяват да победят, дори не отиват на финала.